# Epe (Países Baixos)
Epe é um município dos Países Baixos, situado na província da Guéldria. Tem 157,37 km² de área e sua população em 2020 foi estimada em 33.171 habitantes.